# Optimistic
«Optimistic» es la sexta canción del álbum Kid A, del grupo británico de rock alternativo, Radiohead.

## Canción
Esta canción fue la que más fue emitida en las radios comparada con otras de este álbum debido a que muestra dos potenciales reacciones a la desolación del consumismo.

## Significado de la canción
Yorke dijo en 2003 que el estribillo de esta canción, ("You can try the best you can. You can try the best you can. The best you can is good enough."), vino de las palabras de coraje que le dio su compañera, Rachel Owen, ya que Yorke estaba preocupado de que el álbum fuera un fracaso.

## Estilo musical
Optimistic es sin duda alguna, la canción más cercana a los trabajos anteriores de Radiohead, siendo clasificada como rock alternativo: a pesar de que tiene toques experimentales y electrónicos, tiene un sonido alegre y "optimista" (de ahí su nombre), tras un riff constante de guitarra.